# Tobias Eriksson
Tobias Eriksson (sinh ngày 19 tháng 3 năm 1985 ở Ljusdal) là một cầu thủ bóng đá người Thụy Điển, hiện tại thi đấu cho Kalmar FF.